# 23 octobre
Pour les articles homonymes, voir Vingt-Trois-Octobre.
23 septembre 23 novembre
Chronologies thématiques
- Croisades
- Ferroviaires
- Sports
- Disney
- Anarchisme
- Catholicisme

Abréviations / Voir aussi
- (° 1852) = né en 1852
- († 1885) = mort en 1885
- a.s. = calendrier julien
- n.s. = calendrier grégorien
- Calendrier
- Calendrier perpétuel
- Liste de calendriers
- Naissances du jour

Le 23 octobre est le 296e jour de l'année du calendrier grégorien, le 297e en cas d'année bissextile. Il reste 69 jours avant la fin de l'année.
C'était généralement l'équivalent du 2 brumaire du calendrier républicain ou révolutionnaire français, officiellement dénommé jour du céleri.

## Événements

### Iersiècleav. J.-C.
- 42 av. J.-C. : seconde bataille de Philippes, aux confins macédoniens intérieurs et thraces du nord-est de l'actuelle Grèce, à l'issue de laquelle le républicain Marcus Junius Brutus est vaincu (et tué comme en décès ci-après) par les nouveaux triumvirs  Octave -futur premier empereur romain Auguste- et Marc Antoine, après que le républicain Caius Cassius Longinus a lui-même été battu et est mort lui aussi sur le même champ de bataille lors de la première semaine du même mois d'octobre 42 av. J.-C.

### Vesiècle
- 425 : Valentinien III devient empereur romain d'Occident. À 6 ans, il reçoit à Rome, en triomphe, les insignes impériaux d'Occident, au milieu des acclamations de la foule[1].

### XIesiècle
- 1086 : victoire almoravide décisive, à la bataille de Sagrajas, pendant la Reconquista.

### XIIIesiècle
- 1295 : traité d'alliance défensive, entre le roi d'Écosse Guillaume le Lion et Philippe le Bel. Début de l’Auld Alliance.

### XVIesiècle
- 1520 : Charles Quint est couronné Roi des Romains à Aix-en-Provence.

### XVIIesiècle
- 1641 : début de la rébellion irlandaise de 1641.
- 1642 : Bataille d'Edgehill, pendant la première guerre civile anglaise.

### XVIIIesiècle
- 1702 : bataille navale de Vigo, entre une flotte anglo-hollandaise et un convoi franco-espagnol.
- 1798 : combat de Merchtem et combat de Zele, pendant la guerre des Paysans.

### XIXesiècle
- 1812 : tentative de coup d'État républicain contre le régime impérial de Napoléon Bonaparte, par le général Malet.
- 1837 : assemblée des six-comtés, précurseure de la rébellion des Patriotes du Bas-Canada.
- 1864 : victoire de l'Union, qui contrôle l'ouest du fleuve Mississippi, à la bataille de Westport, pendant la guerre de Sécession.
- 1868 : au Japon, début de l'ère Meiji, nouveau régime impérial.

### XXesiècle
- 1912 : début de la bataille de Kumanovo.
- 1917 : début des offensives françaises sur le fort de la Malmaison (première guerre mondiale).
- 1940 : Adolf Hitler rencontre Francisco Franco à Hendaye, au Pays basque français qu'il occupe (zone libre proche de son mur de l'Atlantique en construction), frontalier de l'Espagne du Caudillo.
- 1942, seconde guerre mondiale :
  - la VIIIe armée britannique engage la bataille d'El Alamein, en Libye, contre les forces de l'Axe.
  - début de la bataille d'Henderson Field.
- 1944 : début de la bataille du golfe de Leyte.
- 1954 : signature des accords de Paris, prévoyant la pleine souveraineté de l’Allemagne (de l'ouest), et son adhésion à l’OTAN.
- 1956 : insurrection anti-soviétique de Budapest, capitale de la Hongrie occupée par l'Armée rouge.
- 1971 : l'Organisation des Nations unies reconnaît la république populaire de Chine, et non plus la libre république de Chine (Taïwan), par sa résolution n°2758.
- 1989 : proclamation de la Troisième République hongroise, le jour du 33e anniversaire de l'insurrection de 1956 supra, mettant ainsi fin à la république populaire de Hongrie.
- 1991 : signature des accords de Paris, accords de paix mettant fin à 21 ans de guerre au Cambodge.

### XXIesiècle
- 2011 :
  - élection de l'Assemblée constituante tunisienne, faisant suite à la révolution de jasmin de 2010-2011.
  - le président du Conseil national de transition libyen, Moustapha Abdel Jalil, proclame la libération de la Libye, et l'avènement de la Charia, mettant officiellement fin à la guerre civile qui durait depuis huit mois, ayant renversé le despote Kadhafi et son régime.
  - élections fédérales en Suisse.
  - élection présidentielle en Argentine.
- 2013 : baptême du prince George de Cambridge par l'archevêque de Canterbury, Justin Welby, en la chapelle royale du Palais Saint-James, à Londres, Angleterre.
- 2017 : les forces armées philippines reprennent la ville de Marawi à l'organisation dite État islamique.
- 2019 : au Botswana, les élections législatives se tiennent, afin de renouveler les membres de l'Assemblée nationale[2]. Malgré un scrutin jugé très serré, le Parti démocratique, au pouvoir depuis 1965, remporte la majorité au Parlement. Mokgweetsi Masisi est reconduit à la présidence du pays[3].
- 2022 : en Slovénie, le premier tour de l'élection présidentielle a lieu afin d'élire le président de la République. Le second tour se déroule le 13 novembre 2022[4].

## Arts, culture et religion
- 1958 : première apparition des Schtroumpfs, dans un épisode des aventures de Johan et Pirlouit, bande dessinée pour enfants prépubliée dans Le Journal de Spirou.
- 1987 : Pier Giorgio Frassati est déclaré vénérable par le pape catholique Jean-Paul II.
- 1996 : 
  - Ce même pape Jean-Paul II reconnaît dans la théorie de l'évolution plus qu'une hypothèse[5].
  - Sortie du premier de la série de films « Mission impossible » s’inspirant librement de la série télé culte des années 1960, adapté par Brian de Palma et/avec Tom Cruise campant l'agent secret Ethan Hunt, Jon Voight et les Français Emmanuelle Béart et Jean Reno[6].

## Sciences et techniques
- 1814 : première chirurgie plastique, par Joseph Constantin Carpue.
- 2001 : lancement du premier ordiphone iPod, par la firme américaine Apple.
- 2018 : Xi Jinping inaugure le plus long pont maritime du monde, qui relie Hong Kong à Macao.

## Économie et société
- 1820 : réorganisation des corps d'infanterie français.
- 1911 : premier vol de reconnaissance de l'histoire par un avion, lors d'une guerre italo-turque[7].
- 1983 : un double attentat-suicide du Hezbollah tue 241 Marines américains, et 58 parachutistes français, à Beyrouth capitale du Liban.
- 1985 : fondation du RAID, unité d'élite de la Police nationale française.
- 1998 : le ministre Jean-Pierre Chevènement sort de l’hôpital parisien du Val-de-Grâce après un accident d’anesthésie puis un coma survenus le 2 septembre précédent[8].
- 2002 : prise d'otages au théâtre de Moscou, terminée dans un bain de sang assumé par les forces de l'ordre russes.
- 2004 : tremblement de terre à Chūetsu (Niigata), au Japon, de magnitude 6,8.
- 2011 : un séisme d’une magnitude de 7,3 frappe l’est de la Turquie, dans la province de Van, causant entre 500 et 1 000 morts, et de nombreux blessés.
- 2015 : l'accident de Puisseguin, en Gironde (Aquitaine, sud-ouest français), entre un autocar et un camion, coûte la vie à 43 personnes.
- 2024 : en Turquie, un attentat, visant le siège de Turkish Aerospace Industries à Ankara fait 7 morts et 22 blessés[9].

## Naissances

### XVIesiècle
- 1516 : Charlotte de France, deuxième enfant et deuxième fille du roi de France François Ier et de la reine Claude de France († 18 septembre 1524)[10].
- 1596 : Daniel Hay du Chastelet, écrivain et académicien français († 20 avril 1671).

### XVIIesiècle
- 1698 : Ange-Jacques Gabriel, architecte français († 4 janvier 1782).

### XVIIIesiècle
- 1710 : André Commard de Puylorson, religieux et historien français († 7 avril 1769).
- 1734 : Nicolas Edme Restif de La Bretonne, écrivain français († 3 février 1806).
- 1759 : André-Antoine Ravrio, bronzier et goguettier français († 4 octobre 1814).
- 1768 : Emmanuel de Grouchy, maréchal d'Empire († 29 mai 1847).
- 1796 : Stefano Franscini, homme politique suisse, conseiller fédéral de 1848 à 1857 († 19 juillet 1857).
- 1800 : Henri Milne Edwards, zoologiste français († 29 juillet 1885).

### XIXesiècle
- 1802 : Louis Bonduelle-Dalle, industriel français († 13 novembre 1880).
- 1812 : Elisabetta Benato Beltrami (it), peintre italienne († 18 février 1888).
- 1816 : Pierre-Anastase Pichenot, évêque français († 5 octobre 1880).
- 1817 : Pierre Larousse, lexicographe, encyclopédiste et éditeur français († 3 janvier 1875).
- 1835 : Stanislas Lépine, peintre français († 28 septembre 1892).
- 1844 : 
  - Sarah Bernhardt, comédienne française († 26 mars 1923).
  - Édouard Branly, ingénieur français († 24 mars 1940).
- 1851 :
  - André Chantemesse, médecin et biologiste français († 25 février 1919).
  - Guillaume Couture, musicien, professeur, compositeur et critique musical québécois († 15 janvier 1915).
- 1852 : Jean-Louis Forain, caricaturiste français († 11 juillet 1931).
- 1854 : Annie Lorrain Smith, lichénologue, mycologue et suffragette britannique († 7 septembre 1937).
- 1865 : Neltje Blanchan (en), naturaliste américaine († 21 février 1918).
- 1870 : Pierre-Georges Roy, historien et archiviste québécois († 4 novembre 1953).
- 1875 : Gilbert Lewis, physicien et chimiste américain († 23 mars 1946).
- 1888 : Onésime Gagnon, homme politique québécois, lieutenant-gouverneur du Québec de 1958 à 1961 († 30 septembre 1961).
- 1893 : Jean Absil, compositeur belge († 2 février 1974).
- 1894 : 
  - Georges Cabana, archevêque québécois († 6 février 1986).
  - Emma Vyssotsky, astronome américaine († mai 1975).
- 1896 : Roman Jakobson (Роман Осипович Якобсон), linguiste et penseur russe († 18 juillet 1982).
- 1897 : Robert Rumilly, historien québécois († 8 mars 1983).
- 1899 : Arthur Lehning, anarchiste allemand († 1er janvier 2000).

### XXesiècle
- 1903 : Maurice Tillet, lutteur professionnel français († 4 septembre 1954).
- 1904 : 
  - René Brecheisen, résistant français († 4 février 1945).
  - Eneida de Moraes (pt) (Eneida de Villas Boas Costa de Moraes dite), journaliste et militante politique brésilienne († 27 avril 1971).
- 1905 :
  - Félix Bloch, physicien américain, prix Nobel de physique en 1952 († 10 septembre 1983).
  - Gertrude Ederle, nageuse de compétition américaine († 30 novembre 2003).
- 1906 : Louis Poirot dit Monsieur de Fontenay, époux de Geneviève Poirot née Mulmann dite Madame (Geneviève) de Fontenay, un temps à la tête de(s) Miss France († 16 mars 1981).
- 1907 : Jean-Henri Chambois, comédien français († 1997).
- 1909 : Zellig Harris, linguiste américain († 22 mai 1992).
- 1918 : 
  - Robert Isnardon, monteur cinématographique français avec son épouse Simone († 29 avril 1988).
  - Paul Rudolph, architecte américain († 8 août 1997).
- 1919 : Guy Le Coniac de La Longrays, officier, compagnon de la Libération († 12 mars 2001).
- 1920 : 
  - Lygia Clark, artiste brésilienne († 25 avril 1988).
  - Gianni Rodari, poète italien († 14 avril 1980).
  - William Rawle Weeks, romancier américain († 5 mai 2009).
- 1921 : 
  - Denise Duval, cantatrice française († 25 janvier 2016).
  - André Turcat, aviateur français, pilote d'essai du Concorde († 4 janvier 2016).
- 1922 :
  - Heydar Ghiai, architecte iranien († 5 septembre 1985).
  - Coleen Gray (Doris Bernice Jensen dite), actrice américaine († 3 août 2015).
- 1924 : Claude Netter, escrimeur français, champion olympique et du monde († 13 juin 2007).
- 1925 :
  - Johnny Carson, humoriste et animateur de télévision américain († 23 janvier 2005).
  - José Freire Falcão, cardinal brésilien, archevêque émérite de Brasilia († 26 septembre 2021).
  - Mános Hadjidákis (Μάνος Χατζιδάκις), compositeur grec († 15 juin 1994).
  - Frederick Shero, joueur et entraîneur canadien de hockey sur glace († 24 novembre 1990).
- 1927 : 
  - Leszek Kołakowski, philosophe polonais († 17 juillet 2009).
  - Dezső Gyarmati, joueur de water-polo hongrois, triple champion olympique († 18 août 2013).
- 1928 : 
  - Marthe Mercadier (Marthe Mercadié-Meyrat dite), comédienne française († 15 septembre 2021).
  - June Bacon-Bercey, météorologue américaine († 3 juillet 2019)
- 1930 :
  - Gérard Blain, acteur, réalisateur, scénariste et dialoguiste français († 17 décembre 2000).
  - Boozoo Chavis, musicien zarico américain († 5 mai 2001).
- 1931 :
  - Jim Bunning, joueur de baseball et homme politique américain († 26 mai 2017).
  - Danilo Coito, basketteur uruguayen.
  - Diana Dors, actrice anglaise († 4 mai 1984).
- 1934 : Lucien Fruchaud, évêque catholique français, évêque émérite de Saint-Brieuc.
- 1936 : Philip Kaufman, réalisateur, scénariste et producteur américain.
- 1937 : Pierre Vassiliu, chanteur et acteur français († 17 août 2014).
- 1938 : Isabelle Aboulker,  compositrice française de style néo-tonal.
- 1939 :  Charlie Fox, chanteur et musicien américain († 18 septembre 1998).
- 1940 : 
  - Ellie Greenwich, compositrice américaine († 26 août 2009).
  - Pelé (Edson Arantes do Nascimento dit aussi le roi Pelé), footballeur puis homme politique brésilien, icône mondiale du ballon rond, seul joueur triple vainqueur de la Coupe du monde — 1958, 1962, 1970 († 29 décembre 2022).
- 1941 : Igor Smirnov (Игорь Николаевич Смирнов), homme politique moldave, président de la république de Transnistrie moldave de 1991 à 2011.
- 1942 : Michael Crichton, écrivain, scénariste et producteur américain († 4 novembre 2008).
- 1944 : Ludmila Dukhovnaya, actrice de cinéma soviétique puis azerbaïdjanaise.
- 1945 : Hugh Fraser, acteur britannique.
- 1946 : 
  - Alicia Borinsky (es), universitaire et femme de lettres argentine.
  - Miklós Németh, athlète hongrois, champion olympique du lancer du javelot.
  - Sophie Tatischeff, monteuse et réalisatrice française gestionnaire de l'œuvre de son père Jacques Tati († 27 octobre 2001).
- 1947 : Christiane Pasquier, actrice québécoise.
- 1949 : Nick Tosches, écrivain américain († 20 octobre 2019).
- 1951 : Fatmir Sejdiu, homme politique kosovar, président du Kosovo de 2006 à 2010.
- 1953 : Arielle Boulin-Prat, professeure de lettres française coprésentatrice du jeu télévisé Des chiffres et des lettres.
- 1954 :
  - Ang Lee (李安), réalisateur, producteur et scénariste taïwanais.
  - Philippe Poupon, navigateur français.
- 1956 : 
  - Darrell Pace, tireur à l'arc américain, double champion olympique.
  - Dwight Yoakam, chanteur de musique country et acteur américain.
- 1957 : Paul Kagame, homme politique rwandais, président de la République rwandaise depuis 2000.
- 1958 :
  - Choo Mi-ae, femme politique sud-coréenne.
  - Abdel Rahman El Bacha (عبد الرحمن الباشا), pianiste français d'origine libanaise.
  - Louis Sleigher, hockeyeur professionnel québécois.
- 1959 :
  - Joos Ambühl, fondeur suisse.
  - Atanas Komchev, lutteur bulgare.
  - Nico Meerholz, joueur sud-africain de badminton.
  - Walter Pichler, biathlète allemand.
  - Samuel Marshall « Sam » Raimi, réalisateur et scénariste américain.
  - Alfred Matthew « Weird Al » Yankovic, humoriste américain.
- 1960 :
  - Randolph Frederick « Randy » Pausch, professeur d'informatique américain († 25 juillet 2008).
  - Rossella Panarese, journaliste italienne († 1er mars 2021).
  - Wayne Rainey, pilote motocycliste américain.
- 1962 : Douglas Richard « Doug » Flutie, joueur de football américain.
- 1964 : Robert Trujillo, bassiste américain.
- 1965 : 
  - Alois « Al » Terry Leiter, joueur de baseball américain.
  - Mike O'Brien, nageur américain, champion olympique.
  - Andreas Zülow, boxeur allemand, champion allemand.
- 1966 : 
  - Baklai Temengil, femme politique aux Palaos.
  - Alessandro Zanardi, pilote automobile italien.
- 1969 : Marie-Sissi Labrèche, écrivaine québécoise.
- 1970 : 
  - Jasmin St. Claire, actrice pornographique et lutteuse américaine.
  - Stéphane Nomis, judoka français.
- 1971 : Christopher Horner, cycliste sur route américain.
- 1972 : Tiffeny Milbrett, footballeuse américaine.
- 1973 :
  - Louis-Philippe Dandenault, acteur québécois.
  - Gaël Touya, escrimeur français.
- 1974 : 
  - Gabriel Pareyon, compositeur mexicain.
  - Aravind Adiga, écrivain indien.
  - Luther Yaméogo, juriste politologue burkinabè.
- 1975 : Keith Van Horn, basketteur américain.
- 1976 :
  - Jon Huertas, acteur américain.
  - Ryan Reynolds, acteur canadien.
- 1978 : Wang Nan, pongiste chinoise, quadruple championne olympique.
- 1980 : Jesper Nøddesbo, handballeur danois.
- 1982 : Bradley Pierce, acteur américain.
- 1985 : GiedRé (Giedrė Barauskaitė dite), chanteuse franco-lituanienne.
- 1986 :
  - Matthew Vincent « Matt » D'Agostini, hockeyeur professionnel canadien.
  - Emilia Clarke, actrice britannique.
  - Jessica Stroup, actrice américaine.
- 1987 : Milan Borjan, footballeur canadien.
- 1988 : LinksTheSun, vidéaste web français.
- 1989 : Andriy Yarmolenko (Андрій Миколайович Ярмоленко), footballeur ukrainien.
- 1990 : Stan Walker, chanteur néo-zélandais.
- 1992 : Álvaro Morata, footballeur espagnol.
- 1993 :
  - Luka Pibernik, cycliste sur route slovène.
  - Fabinho (Fábio Henrique Tavares dit), footballeur brésilien.
- 1996 : Sam Berns (Sampson Gordon « Sam » Berns dit), adolescent américain atteint de la maladie à vieillissement prématuré "progeria", sujet d'un documentaire et d'une vidéo de conférence sur le bonheur († 10 janvier 2014).
- 1997 : Élie Okobo, basketteur français.
- 1998 : Amandla Stenberg, actrice américaine.
- 1999 : Samuel Tefera, athlète éthiopien.

### XXIesiècle
- 2001 : Mina Sundwall, actrice américaine.
- 2004 : Ulysse Ciment, rameur français.

## Décès

### Iersiècleav. J.-C.
- 42 av. J.-C. : Marcus Junius Brutus, sénateur romain républicain, juriste et philosophe de la fin de la République à la bataille ci-avant lui ayant coûté la vie (° vers 85 av. J.-C.).

### Xesiècle
- 930 : Daigo (醍醐天皇), soixantième empereur du Japon de 897 à 930 (° 6 février 885).

### XVesiècle
- 1456 : Jean de Capistran, franciscain italien infra (° 24 juin 1386).

### XVIesiècle
- 1595 : Louis IV de Gonzague-Nevers, noble italo-français, duc de Nevers et de Rethel (° 18 septembre 1539).

### XVIIesiècle
- 1632 : Giovanni Battista Crespi dit "le Cerano", peintre italien du début du XVIIe siècle (° 23 décembre 1573).
- 1688 : Charles du Fresne du Cange, historien français (° 18 décembre 1610).

### XIXesiècle
- 1872 : Théophile Gautier, écrivain, poète, peintre et critique d'art français (° 30 août 1811).
- 1886 :
  - Friedrich Ferdinand von Beust, homme politique autrichien (° 13 janvier 1809).
  - Madame Leménil, actrice française (° 1805).

### XXesiècle
- 1905 : Émile Oustalet, zoologiste français (° 24 août 1844).
- 1910 : Rama V, Chulalongkorn (thaï: จุฬาลงกรณ์), roi de Siam (° 20 septembre 1853).
- 1917 : Eugène Grasset, graveur et affichiste français (° 25 mai 1845).
- 1921 : John Boyd Dunlop, écossais, un des inventeurs du pneu (° 5 février 1840).
- 1939 : Zane Grey, romancier américain (° 31 janvier 1872).
- 1942 : Sidiki Boubakari, résistant français, compagnon de la Libération (° vers 1911-1912).
- 1950 : Al Jolson (Asa Yoelson dit), acteur et compositeur américain (° 26 mai 1886).
- 1962 : Sukarjo Wirjopranoto, homme politique indonésien (° 5 juin 1903).
- 1967 : André Mouëzy-Éon, scénariste français (° 9 juin 1880).
- 1973 : Nellie Sengupta, femme politique indienne d'origine britannique (° 12 janvier 1886).
- 1975 : Raymonde Canolle, athlète française (° 9 août 1904).
- 1980 : Lucien Cordier, spéléologue français (° 3 février 1922).
- 1984 : Oskar Werner, acteur autrichien (° 13 novembre 1922).
- 1996 : 
  - Paul Antier, homme politique français (° 20 mai 1905).
  - Michel Kelber, directeur de la photographie français (° 9 avril 1908).
- 1997 : 
  - Bert Haanstra, réalisateur et documentariste néerlandais (° 31 mai 1916).
  - Luther George Simjian (Լյութեր Ջորջ Սիմջյան), inventeur arménien (° 28 janvier 1905).
- 1998 : 
  - Roger Ébrard, footballeur français (° 1898).
  - Christopher Gable, acteur et réalisateur britannique (° 13 mars 1940).
  - Vilson Pedro Kleinübing, homme politique brésilien (° 9 septembre 1944).
  - Margaret Marley Modlin, peintre surréaliste, sculptrice et photographe américaine (° 5 janvier 1927).
  - Zangeres zonder Naam (Mary Servaes dite), chanteuse néerlandaise (° 5 août 1919).
- 2000 : Yokozuna, catcheur américain (° 2 octobre 1966).

### XXIesiècle
- 2001 : Daniel Wildenstein, marchand d'art et historien de l'art français académicien ès beaux-arts (° 11 septembre 1917).
- 2002 : Adolph Green, acteur de théâtre et de cinéma américain (° 2 décembre 1914).
- 2003 :
  - Jacques Lebrun, présentateur québécois de bulletins météo (° 1928).
  - Soong May-ling (宋美龄), veuve du président Tchang Kaï-chek, première dame de Chine (° 5 mars 1898).
- 2004 : 
  - Bill Nicholson, footballeur anglais (° 26 janvier 1919).
  - Robert Merrill, baryton américain (° 4 juin 1917).
  - George Silk, photographe de guerre américano-néo-zélandais (° 17 novembre 1916).
- 2005 : William Hootkins, acteur américain (° 5 juillet 1948).
- 2006 :
  - Lebo Mathosa, chanteuse sud-africaine (° 16 juillet 1977).
  - Eugène N'Jo Léa, footballeur camerounais (° 15 juillet 1931).
- 2007 : David George Kendall, mathématicien britannique (° 15 janvier 1918).
- 2008 : 
  - Gianluigi Braschi, producteur italien de cinéma (° 1923).
  - Yann de L'Écotais, journaliste et écrivain français (° 14 novembre 1940).
- 2009 :
  - Paul Carpita, réalisateur français (° 12 novembre 1922).
  - Lou Jacobi, acteur canadien (° 28 décembre 1913).
- 2010 :
  - Francis Crippen, nageur américain (° 17 avril 1984).
  - Francis Giraud, médecin, professeur d'université et homme politique français (° 4 juillet 1932).
  - David Thompson, homme politique barbadien (° 25 décembre 1961).
- 2011 :
  - Marius « Jean » Amadou, humoriste, journaliste, satiriste, écrivain, chroniqueur radio, chansonnier français (° 1er octobre 1929).
  - Antoñete (Antonio Chenel Albaladejo dit), matador espagnol (° 24 juin 1932).
  - Herbert Aaron Hauptman, mathématicien américain (° 14 février 1917).
  - Marco Simoncelli, pilote italien de moto GP (° 20 janvier 1987).
- 2012 :
  - Wilhelm Brasse, photographe polonais (° 3 décembre 1917).
  - Sunil Gangopadhyay, écrivain bengali (° 7 septembre 1934).
  - Roland de La Poype, compagnon de la libération et industriel français (° 28 juillet 1920).
- 2016 : William Löfqvist, hockeyeur sur glace suédois (° 12 avril 1947).
- 2017 : Paul J. Weitz, astronaute américain (° 25 juillet 1932).
- 2021 :
  - Marcel Bluwal, réalisateur français de télévision, de théâtre et de cinéma (° 26 mai 1925).
  - Fabrizio Calvi, journaliste d'investigation, écrivain et cinéaste documentariste français (° 27 mai 1954).
  - Abdelbaki Hermassi, Alexandre Rogojkine, Cyrille Tahay, Sirkka Turkka.
- 2022 : Libor Pešek, chef d'orchestre tchèque (° 22 juin 1933).
- 2023 :
  - Robert Ayres, physicien et économiste américain (° 29 juin 1932).
  - Yves Beaumier, philosophe et un homme politique canadien (° 3 décembre 1942).
  - Bernard Morel, sabreur français (° 30 mars 1925).
  - Joëlle Robin, actrice française (° 19 décembre 1923).
  - Tom Walker, joueur de baseball américain (° 7 novembre 1948).
- 2024 :
  - Hama Amadou, homme politique nigérien (° 1950).
  - Geoff Capes, athlète de lancers de poids britannique (° 23 août 1949).
  - Gustavo Adolfo Espina Salguero, homme d'État guatémaltèque (° 26 novembre 1946).
  - Hugo Weckx, homme politique belge (° 9 janvier 1935).

## Célébrations

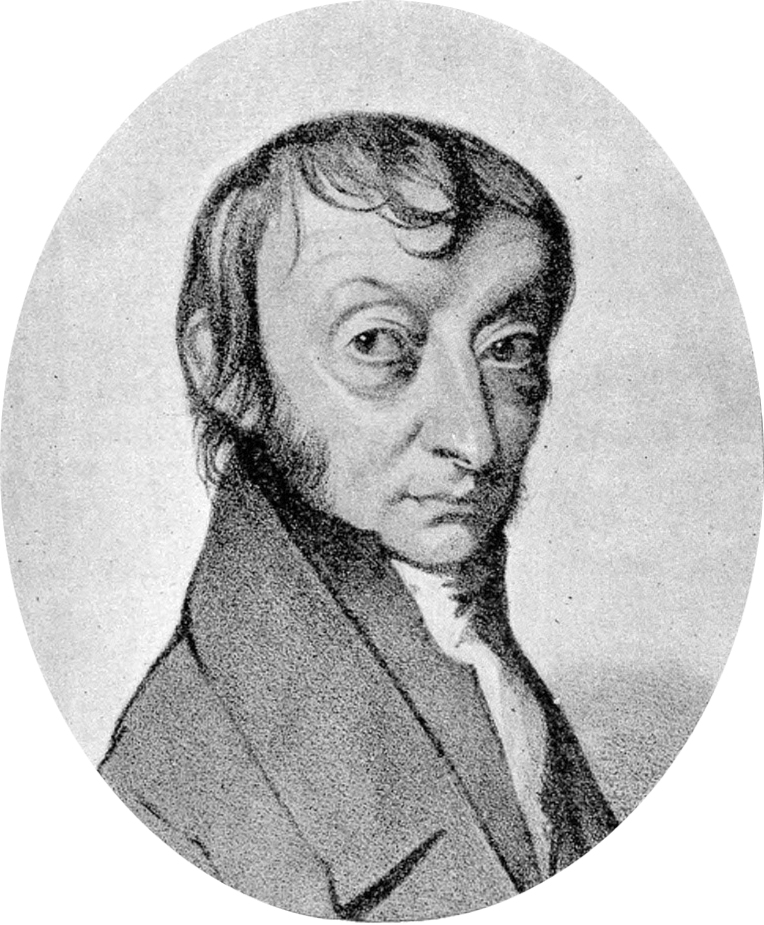
Amedeo Avogadro

- Journée de la Mole, fête officieuse célébrée par les chimistes les 23 octobre (« 10-23 ») entre 6:02 et 18:02 / 6:02 PM en référence au nombre d'Avogadro (portrait ci-contre), c'est-à-dire approximativement 6,022×1023[11].

- Macédoine (Europe) : fête de la révolution (en) commémorant la lutte pour l'indépendance menée jadis par l'Organisation révolutionnaire intérieure macédonienne contre l'occupation ottomane.
- Mexique : día del médico[12] ou « fête des médecins ».
- Thaïlande : fête du mémorial de Chulalongkorn commémorant le décès ci-avant du cinquième roi de la dynastie monarchique régnante.

- Christianisme : station dans la fondation du roi Maurice avec dédicace au Ve s. de l'église et lectures de Éph. 5, 20-32  et de Mt. 16, 13(-20) dans le lectionnaire de Jérusalem.

### Saints des Églises chrétiennes

#### Catholiques et orthodoxes
Saints du jour, :
- Amon de Toul († 423), évêque de Toul.
- Benoît d'Herbauge († IXe siècle), prêtre dans le Poitou.
- Berthaire († 884), abbé du Mont-Cassin.
- Domice d'Amiens († 775), diacre et ermite, ami de Sainte Ulphe.
- Édicte († 640), évêque de Vienne, en ancien Dauphiné (actuelle Isère).
- Gratien d'Amiens († 303), berger martyr à Amiens.
- Hérifrid († 909) — ou « Herfroy » —, évêque d'Auxerre.
- Ignace de Constantinople († 877), patriarche de Constantinople.
- Jean Bar Mariam (+ 344), Evêque en Perse.
- Jean de Syracuse († 609), évêque.
- Léotade d'Auch († 718), évêque d'Auch.
- Lugle († VIIe siècle), et son frère Luglien, tous deux martyrs à Ferfay.
- Octavien († 680), évêque de Côme.
- Ode († 723), veuve à Amay, tante maternelle de saint Hubert.
- Romain de Rouen († 639), archevêque de Rouen, dont il est le saint patron.
- Servand (ca) († 305), et son frère Germain, tous deux martyrs à Cadix, et patrons de Cadix et de Mérida.
- Séverin de Cologne († 400), évêque de Cologne et patron de cette ville, ainsi que des tisserands.
- Syre († 640), vierge de Meaux.
- Théodorit († 362), prêtre martyr à Antioche, patron d'Uzès.
- Théodote († 230) et Socrate, martyrs à Nicée.
- Vère († Ve siècle), évêque de Salerne.

#### Saints et bienheureux catholiques
Saints et béatifiés du jour :
- Alluce († 1134), directeur d'un hospice pour les pèlerins et les pauvres en Toscane.
- Ambroise Léon († 1936), Florent-Martin et Honorat, frères des Écoles chrétiennes, martyrs à Benmaclet (Valence).
- Arnould Rèche († 1890), bienheureux français, frère des écoles chrétiennes.
- Bertrand de Grandselve († 1149), bienheureux abbé.
- Caridad Álvarez Martín († 1994), bienheureuse religieuse espagnole martyre en Algérie.
- Esther Paniagua Alonso († 1994), bienheureuse religieuse espagnole martyre en Algérie.
- Ildefonse Nozal († 1936), Justinien Cuesta, Euphrase de Celis, Thomas Cuartero et son frère Joseph-Marie, Honoré Carracedo, passionistes martyrs à Manzanares.
- Jean de Capistran († 1456), franciscain, patron des aumôniers militaires.
- Jean-Ange Porro († 1505), bienheureux religieux italien, servite de Marie à Milan.
- Jean de Mantoue († 1249), ermite, puis fondateur d'un monastère à Mantoue.
- Léonard Olivera Buera († 1936), prêtre et martyr à Valence.
- Paul Tong Viet Buong († 1833), capitaine de la garde de l’empereur Minh Mạng, martyr à Tho-Duc, près de Hué (actuel Vietnam).
- Thomas Thwing (en) († 1680), bienheureux prêtre et martyr à York.
- Ursulines martyres de Valenciennes († 1794), onze religieuses de sainte Ursule guillotinées in odium fidei durant la Révolution.

#### Saints orthodoxes?
Outre les saints œcuméniques voire pré-schismatiques ci-avant, aux dates parfois "juliennes" / orientales ...
- Ambroise d'Optino († 1891), Starets au monastère d'Optino en Russie.
- Jacques (+ 62), 'frère du Seigneur', fêté le 3 mai en Occident.

### Prénoms
Bonne fête aux Jean, en référence à plusieurs Saint(s) Jean d'automne ci-avant, et aux porteurs de ses variantes (voir les 27 décembre pour l'évangéliste, auteur et/ou apôtre Saint Jean -d'hiver boréal- ayant a priori survécu "terrestrement" le plus longtemps à Jésus de Nazareth et aux onze ou Douze autres ; 24 juin pour le cousin précurseur et Baptiste Jean -d'été- ; 8 mars pour Saint Jean de Dieu -de printemps-, etc.).
Et aussi aux :
- Elfi  et ses variantes ou dérivés : Elfie, Elfleda, Elfrida, Elfride, Elfriede, Elfy, Elfrid et Frida (voir les Frédéric des 17 juillet par ailleurs).
- Ode, ses variantes féminines : Odélia, Odélie, Odeline, Odète et Odette ;  leurs formes masculines : Odelin et Odet (sinon Ordet ; voir aussi les Aude des 18 novembre).

## Traditions et superstitions

### Astrologie
- Signe du zodiaque : premier jour du signe astrologique du Scorpion.

### Dicton du jour
- « À la saint-Jean d'automne, repiquez avant soleil levé. »[15]